# Borovice větromilná
Borovice větromilná (Pinus anemophila) je laoská pětijehličná borovice.

## Popis
Stálezelený jehličnatý strom, dorůstající do výšky 25 m. Kmen dosahuje průměru 1,2 m. Větve jsou tuhé. Koruna je u starších stromů seshora rovná. Borka je s podélnými brázdami, šupinatá a loupající se. Letorosty jsou tenké a ojíněné. Jehlice jsou měkké a vzpřímené, seshora světle zelené a vyskytují se ve svazečcích (Fasciculus) po 5 ; jehlice jsou 3-8 cm dlouhé a 0,75-1,1 mm široké, na okrajích pilovité; na vnitřních stranách s řadami průduchů (Stomata); s brzy opadávajícími svazečkovými pochvami.
Samičí (semenné) šištice - šišky (Megastrobilus) jsou vejčité až elipsovité a na 2 cm dlouhých stopkách; šišky jsou 4,5-10,5 cm dlouhé a rozevřené 4,5-6,5 cm široké a vyskytují se u základen letorostů po jedné nebo v přeslenech po 2-3 . Největší šupiny šišek jsou 2,5-3 cm dlouhé a 2 cm široké. Výrůstky (Apophysis) jsou klínovité až okrouhlé a pevné, se zvednutými nebo přímými předními okraji. Přírůstek prvního roku (Umbo) je plochý, na konci šupiny a 5-7 mm široký. Semena jsou 7-9,5 mm dlouhá. Křídla semen jsou přirostlá a 8-19 mm dlouhá.

## Výskyt
Borovice větromilná se vyskytuje endemicky v Laosu (plošina Phou Ak v provincii Khammouan).

## Ekologie
Strom rostoucí v nadmořských výškách 800-1100 m na skalnaté plošině pískovcového původu. Strom zde tvoří smíšené porosty například s ketelerkou Keteleeria evelyniana, pazeravem Calocedrus macrolepis, dakrydiem Dacrydium elatum a dalšími.

## Ohrožení
Borovice větromilná byla objevena v roce 2006  a vyskytuje se v jedné populaci čítající kolem 300 dospělých jedinců. Populace stromu se vyskytuje v chráněné a málo osídlené oblasti. Žádná konkrétní ohrožení pro strom nejsou známa. 